# حافلة المطار
حافلة المطار هي حافلة تنقل الناس من وإلى المطار، أو داخله للتنقل بين صالات المطار المختلفة. وتكون هذه الحافلات - في العادة - مزودة بمساحات رحبة لسهولة وضع الأمتعة. بدأ استخدامها في ستينات القرن الماضي في لندن وكانت تقل الركاب من وإلى مطار لندن هيثرو.